# Hrabstwo Washington (Vermont)
Hrabstwo Washington (ang. Washington County) – hrabstwo w stanie Vermont w Stanach Zjednoczonych. Obszar całkowity hrabstwa obejmuje powierzchnię 695,43 mil² (1801,16 km²). Według szacunków United States Census Bureau w roku 2009 miało 59 534 mieszkańców.
Hrabstwo powstało w 1810 roku. 

## Miasta (city)
- Barre
- Montpelier

## Gminy (town)
- Barre
- Berlin
- Cabot
- Calais
- Duxbury
- East Montpelier
- Fayston
- Marshfield
- Middlesex
- Moretown
- Northfield
- Plainfield
- Roxbury
- Waitsfield
- Warren
- Waterbury
- Woodbury
- Worcester[4]

## Wsie (village)
- Cabot
- Marshfield
- Northfield
- Waterbury[4]

## CDP
- East Barre
- East Montpelier
- Graniteville
- Plainfield
- South Barre
- Waitsfield
- Websterville
- Worcester[4]

| Populacja hrabstwa w poprzednich latach | Populacja hrabstwa w poprzednich latach |
| Rok                                     | Liczba ludności                         |
| --------------------------------------- | --------------------------------------- |
| 1980                                    | 52 391                                  |
| 1990                                    | 54 928                                  |
| 2000                                    | 58 039                                  |
| 2005                                    | 59 478                                  |